# Доминика на Светском првенству у атлетици на отвореном 2023.
Доминика је учествовала на 19. Светском првенству у атлетици на отвореном 2023. одржаном у Будимпешти од 19. до 27. августа осамнаести пут. Репрезентацију Доминике представљала је 1 такмичарка која се такмичила у троскоку.,
На овом првенству такмичарка Доминике није освојила ниједну медаљу.
У табели успешности према броју и пласману такмичара који су учествовали у финалним такмичењима (првих 8 такмичара) Доминика је са 1 учесницом у финалу делила 65. место са 4 бода.
| Пл.  | Земља    | 1. место | 2. место | 3. место | 4. место | 5. место | 6. место | 7. место | 8. место | Бр. фин. | Бод. |
| ---- | -------- | -------- | -------- | -------- | -------- | -------- | -------- | -------- | -------- | -------- | ---- |
| =65. | Доминика | 0        | 0        | 0        | 0        | 1        | 0        | 0        | 0        | 1        | 4    |

## Учесници
Жене:
- Те Лафонд — Троскок

## Резултати

### Жене
| Атлетичарка | Дисциплина | Лични рекорд | Квалификације    | Квалификације | Финале       | Финале | Детаљи |
| Атлетичарка | Дисциплина | Лични рекорд | Резултат         | Место         | Резултат     | Место  | Детаљи |
| ----------- | ---------- | ------------ | ---------------- | ------------- | ------------ | ------ | ------ |
| Те Лафонд   | Троскок    | 14,62        | 14,62 КВ, НР, ЛР | 1. у гр. Б    | 14,90 НР, ЛР | 4 / 28 |        |